# Aquino
Aquino é uma comuna italiana da região do Lácio, província de Frosinone, com cerca de 5.337 habitantes. Estende-se por uma área de 19 km², tendo uma densidade populacional de 281 hab/km². Faz fronteira com Castrocielo, Piedimonte San Germano, Pignataro Interamna, Pontecorvo.
Aquino fica a 120Km de Nápoles e Roma.

## Demografia
| Variação demográfica do município entre 1861 e 2011                               |
|                                                                                   |
| Fonte: Istituto Nazionale di Statistica (ISTAT) - Elaboração gráfica da Wikipedia |